# Joost Lagendijk
Joost Lagendijk (n. 8 iunie 1957, Roosendaal, Brabantul de Nord, Țările de Jos) este un om politic neerlandez, membru al Parlamentului European în perioada 1999-2004 din partea Țărilor de Jos.
1. ↑  Deputații în Parlamentul European